# Maytenus rufa
Maytenus rufa là một loài thực vật có hoa trong họ Dây gối. Loài này được (Wall.) Cufod. mô tả khoa học đầu tiên năm 1962.